# Velizar Janketić
Velizar Janketić (ur. 15 listopada 1996) – czarnogórski piłkarz, pomocnik, zawodnik FK Budućnost Podgorica.